# Света Троица (Габер)
„Света Троица“ е храм на Българската православна църква, който се намира в село Габер, община Драгоман, Софийска област. Административно храмът е част от Софийска епархия, Софийска духовна околия.

## История
През 1919 година кметът на селото Петър Соколов създава комитет за изграждане на църквата и е негов секретар до построяването му. Той е основен инициатор за събирането на дарения от местните жители и от благодетели от цяла България. За място на строежа е избрано старо оброчище, намиращо се на най-високата точка на селото – хълма Папуша, от където има пряка видимост към повечето съседните села. Строежът започва през 1925 година, като основният камък е положен от поп Христо. През 1932 година храмът е завършен и осветен от поп Стоимен докато софийски митрополит е владиката Стефан, а кмет на селото е Михаил Манов.

## Архитектура
Църквата е от типа на центрично-куполните църкви и по архитектурата си е единствена по рода си в целия регион. Стенописите във вътрешността са дело на учителя по рисуване Грънчаров. Издигнатият върху централния купол железен кръст е дарен от Божил Галавов. Камбаната е купена от Рангел Данев.
През 2021 година местното сдружение „Габер“ стартира дарителска кампания за ремонт на църквата „Света Троица“.

## Оброчни кръстове
В Драгоманско оброкът е най-масовият вид култово място и тъй като писмените свидетелства за историческото развитие на района са изключителна рядкост, оброчните кръстове представляват важен и интересен исторически извор. Така през социалистическия период, при образуването на местното ТКЗС, местни хора събират от различни места в селското землище голям брой оброчни кръстове и за да ги опазят от унищожение ги поставят в редица в двора зад църквата, източно от апсидата. Десет от оброците са описани от историците Бони Петрунова, Валери Григоров и Надя Манолова-Николова през 2001 година, като от тях три са на идентифицирани светци, а седем – на неизвестни, и само на два от тях личат датировки, съответно 1812 и 1937 година. Към 2022 г. кръстовете в редицата са 15, от които два са съвременни и един реставриран в съвремеността.

## Галерия
- Поглед от южната страна
- Поглед отзад
- Старинните оброчни кръстове